# Robert Gadocha
Robert Gadocha (født 10. januar 1946 i Kraków) er en polsk tidligere fodboldspiller (midtbane).

## Karriere

### Klubkarriere
Gadocha spillede ni år, fra 1966 til 1975, i den polske storklub Legia Warszawa. Han var med til at vinde to polske mesterskaber med klubben, inden han skiftede til FC Nantes i Frankrig. Her var han tilknyttet de følgende to sæsoner, og var med til at vinde det franske mesterskab i 1977, inden han sluttede karrieren af i USA hos Chicago Sting.

### Landsholdskarriere
Gadocha spillede 62 kampe og scorede 16 mål for det polske landshold. Hans debutkamp for holdet faldt 28. juli 1967 i en OL-kvalifikationskamp på hjemmebane mod Sovjetunionen, mens hans sidste landskamp var en EM-kvalifikationskamp mod Italien 26. oktober 1975.
Gadocha var med det polske landshold ved OL i 1972 i München, hvor
holdet først vandt sin indledende pulje med tre sejre, hvorpå det i mellemrunden blev til sejr over Sovjetunionen og Marokko samt uafgjort 1-1 mod Danmark. Som vinder af puljen kom Polen derpå til at spille finale mod vinderen af den anden mellemrundegruppe, Ungarn, og her var Polen bagud 0-1 ved pausen. På to mål af Kazimierz Deyna i anden halvleg vendte holdet kampen og sikrede sig guldmedaljerne, mens Ungarn fik sølv og DDR og Sovjetunionen delte bronzen efter en kamp, der endte 1-1. Gadocha spillede alle syv kampe ved legene for Polen og scorede i alt seks mål.
Gadocha var også med i truppen til VM i 1974 i Vesttyskland, hvor polakkerne vandt bronze.